# Yazd
Yazd oder Jesd ([jæzd]; persisch یزد, DMG Yazd; weitere Schreibweisen Yasd oder Jasd) ist eine der ältesten Städte Irans und Hauptstadt der gleichnamigen Provinz Yazd. Der Ballungsraum Yazd hat 1.200.000 Einwohner. Die zentrale Bevölkerung von Yazd im Jahr 2020 wurde auf 750.000 Menschen geschätzt. Die Wüstenstadt liegt 250 km östlich von Isfahan.
Im Jahr 2017 wurde die Altstadt von Yazd zum UNESCO-Weltkulturerbe erklärt.

## Geschichte
Yazd wurde an einer Oase gegründet und liegt zwischen den Wüsten Dascht-e Kawir und Dascht-e Lut. Die Stadt besteht seit dem dritten Jahrtausend vor Christus und ist heute ein Zentrum der zoroastrischen Religion. Bei ihrer Gründung soll die Stadt an einem heute ausgetrockneten großen Binnensee gelegen haben.
Nach dem Untergang des Sassanidenreiches und der Eroberung Persiens durch die muslimischen Araber im 7. Jahrhundert wurde die Stadt im Mittelalter unter anderem von der Lokaldynastie der Kakuyiden und (anschließend) den Atabegs von Yazd beherrscht, bevor sie von den Mongolen erobert, aber nicht zerstört wurde.
Im 15. Jahrhundert entstand unter Amir Tschaqmāq (auch Tschachmāq) der Amir-Tschaqmaq-Komplex (persisch مجموعهٔ میدان امیر چقماق, DMG Maǧmū‘e-ye Meydān-e Amīr Čaqmāq, auch مجموعهٔ میدان امیر چخماق, DMG Maǧmū‘e-ye Meydān-e Amīr Čaḫmāq).
Yazd wurde 1907 historisch bedeutsam, als die Grenz- bzw. Scheitelpunkte der britisch-russischen Interessensphären in Persien vertraglich festgelegt wurden. Der russische Einfluss sollte nördlich einer Linie von Yazd nordwestlich bis nach Kurdistan bzw. von Yazd nordöstlich zum persisch-afghanisch-russischen Dreiländereck (heute: iranisch-afghanisch-turkmenisches Dreiländereck) gewährleistet sein, südlich davon der britische.
Aufgrund seiner Lehm- und Rohziegel-Architektur wurde Yazd zum Weltkulturerbe erklärt.
Starke Regenfälle und Überflutungen im Sommer 2022 beschädigten über 700 Lehmhäuser im historischen Stadtkern.

## Stadtbild
Yazd hat eine Fläche von 180 Quadratkilometern und ist die achtgrößte Stadt in Iran.

### Bauwerke
Für die Wasserversorgung werden bis heute teilweise schon in der Antike angelegte Wasserkanäle und -röhren (Qanat) eingesetzt. Zur Kühlung und Belüftung der historischen Häuser dienen die berühmten Windtürme. Hier findet man heute noch viele Feuertempel (persisch آتشكده Ataschkadeh, DMG ātaškade oder آتشگاه Ataschgah, DMG ātašgāh). Am Rande der Stadt gibt es Türme des Schweigens.

### Zentralgefängnis
Ende 2008 wurde Hossein Kazemeyni Borudscherdi in das Zentralgefängnis von Yazd verlegt.

## Verkehr
Die Stadt liegt an der Bahnstrecke Qom–Zahedan, der südlichen Ost-West-Eisenbahnverbindung Irans.

## Wirtschaft
Yazd ist der bedeutendste Ort für die Herstellung von Brokat- und Seidenstoffen innerhalb Irans.

## Hochschulen
- Universität Yazd
- Schahid-Sadoughi-Universität der Medizinwisschaften und Gesundheitswesens
- Islamische Azad-Universität Yazd
- Sampad-Informationszentrum Yazd

## Söhne und Töchter der Stadt
- Mehdi Azar Yazdi (1922–2009), Schriftsteller
- Mohammad Chātami (* 1943), ehemaliger iranischer Präsident
- Mosche Katzav (* 1945), ehemaliger israelischer Staatspräsident
- Mohammad-Taghi Mesbah Yazdi (1934–2021), Ayatollah
- Mohammad Reza Aref (* 1951), iranischer Vizepräsident von 2001 bis 2005
- Mirza Mohammad Farrokhi Yazdi, Schriftsteller und Politiker

## Städtepartnerschaften
- Jászberény, Ungarn

## Galerie

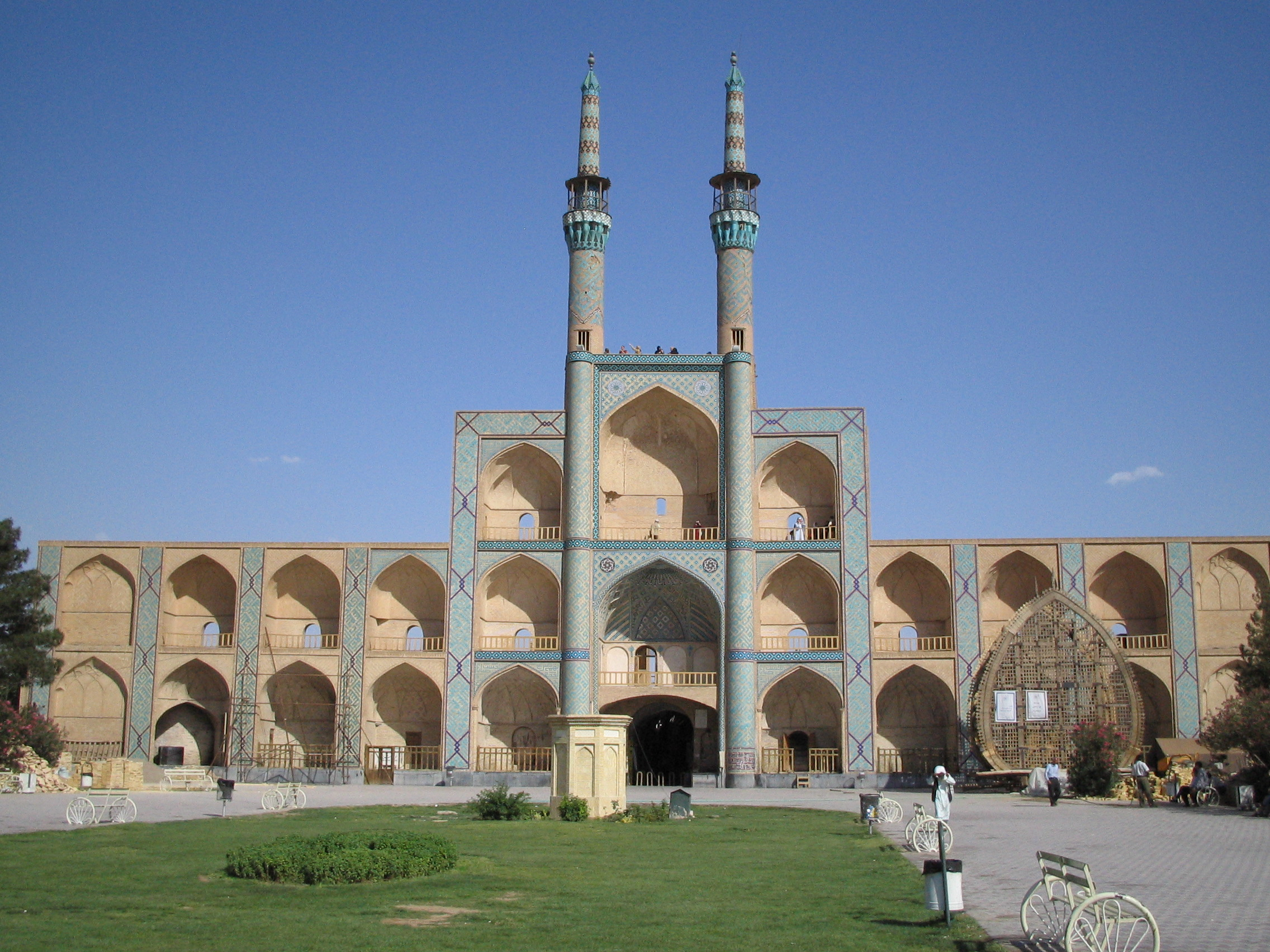
Tekiyeh Amir Tschaqmāq
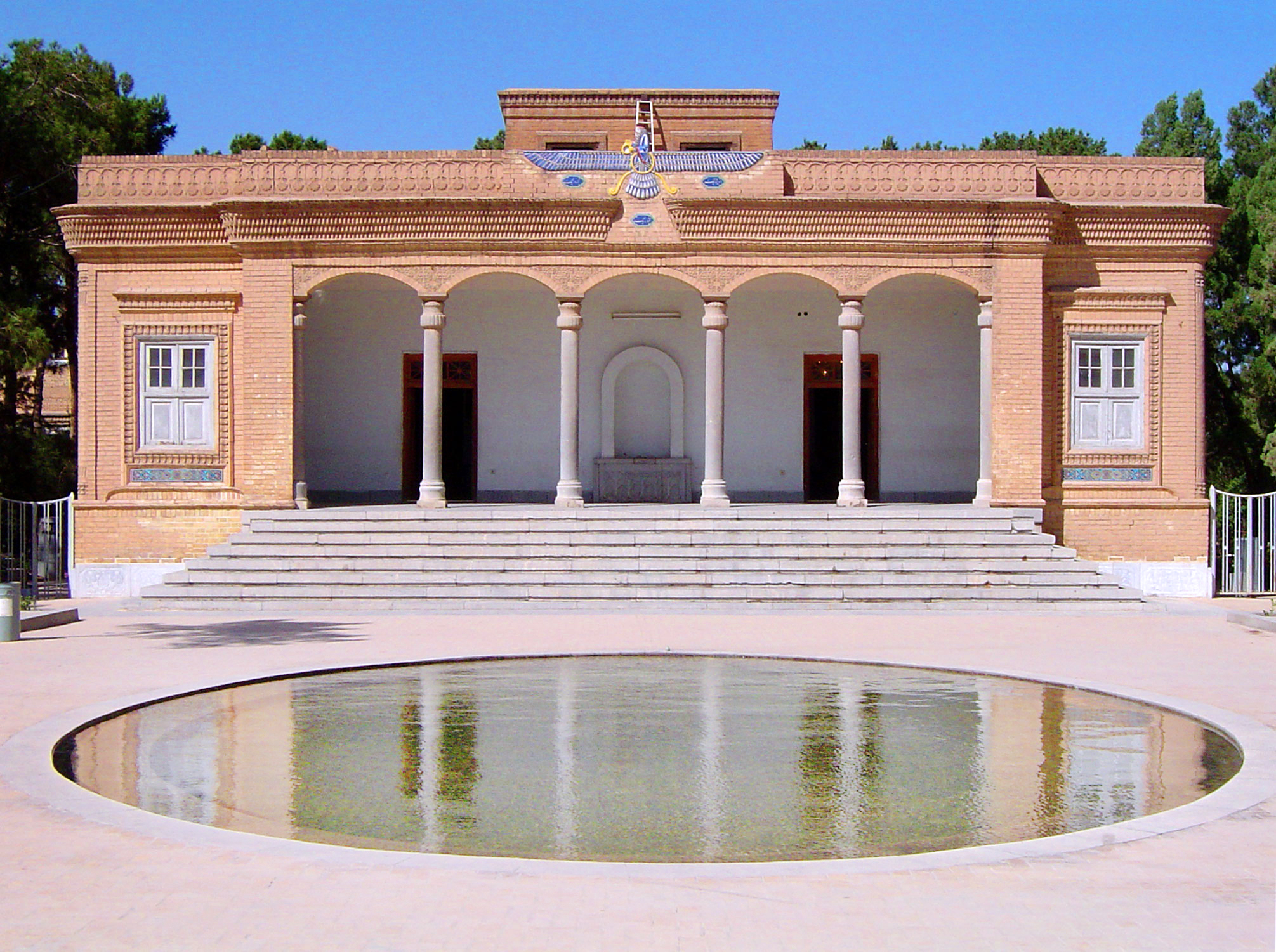
Feuertempel
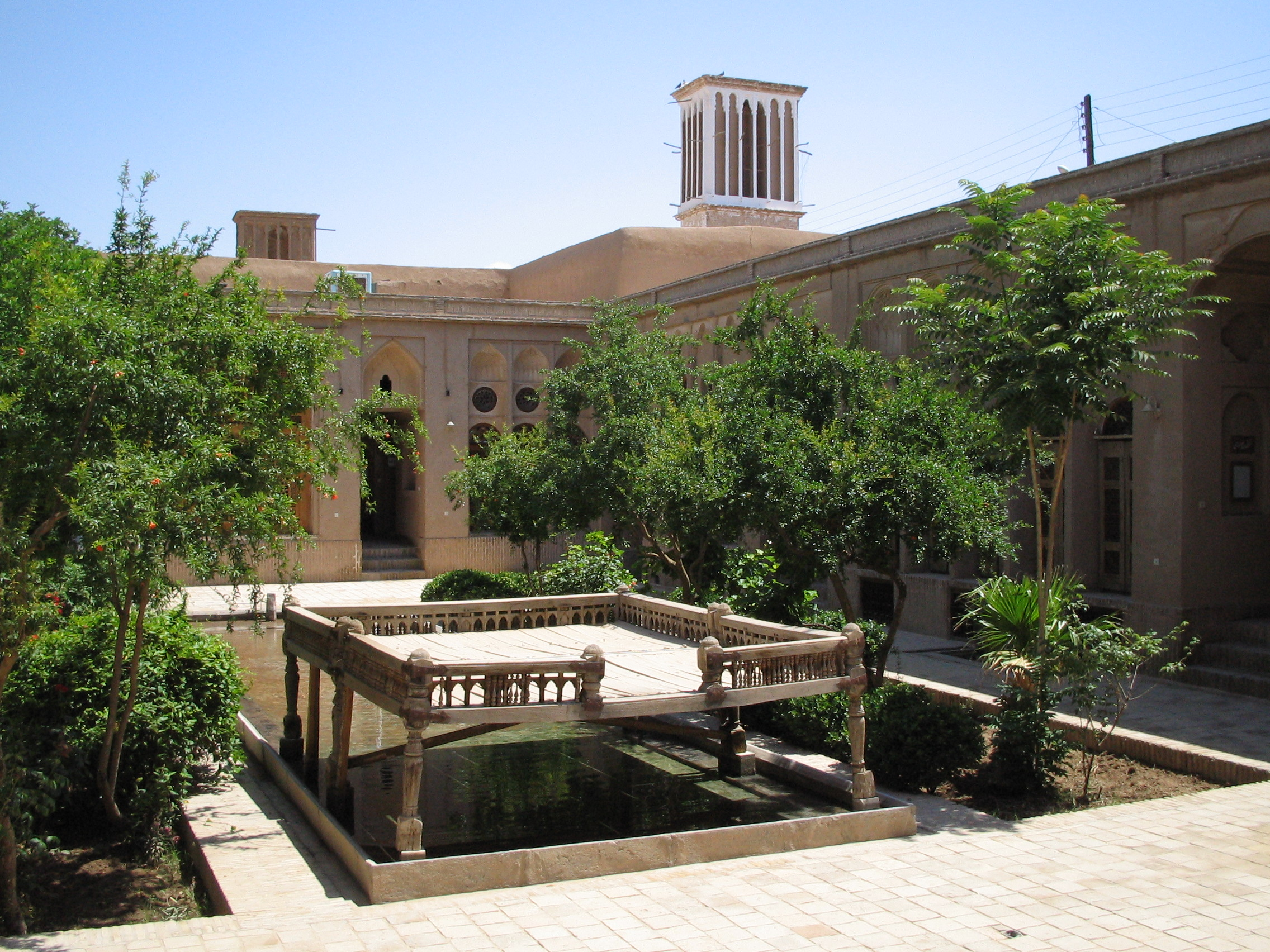
Bürgerhaus mit einem Houz
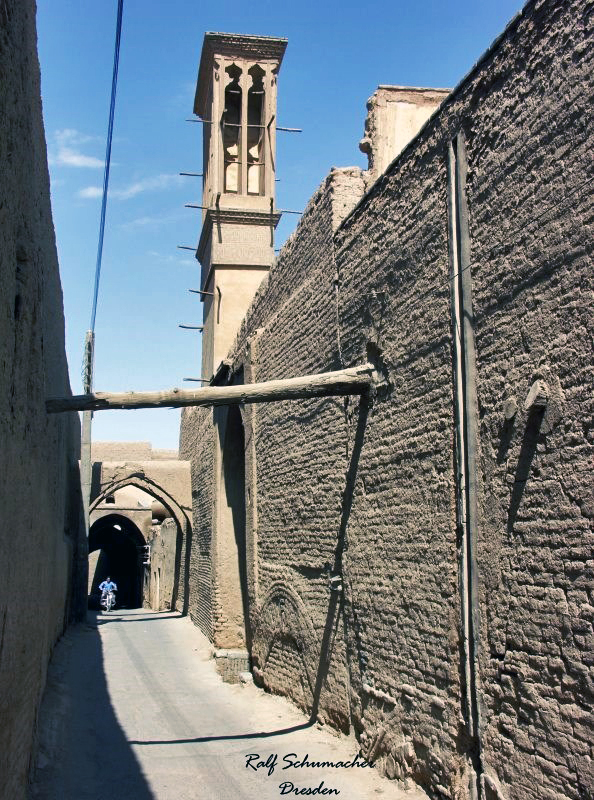
In der Altstadt von Yazd, Bādgir (Windturm zur Luftkühlung)
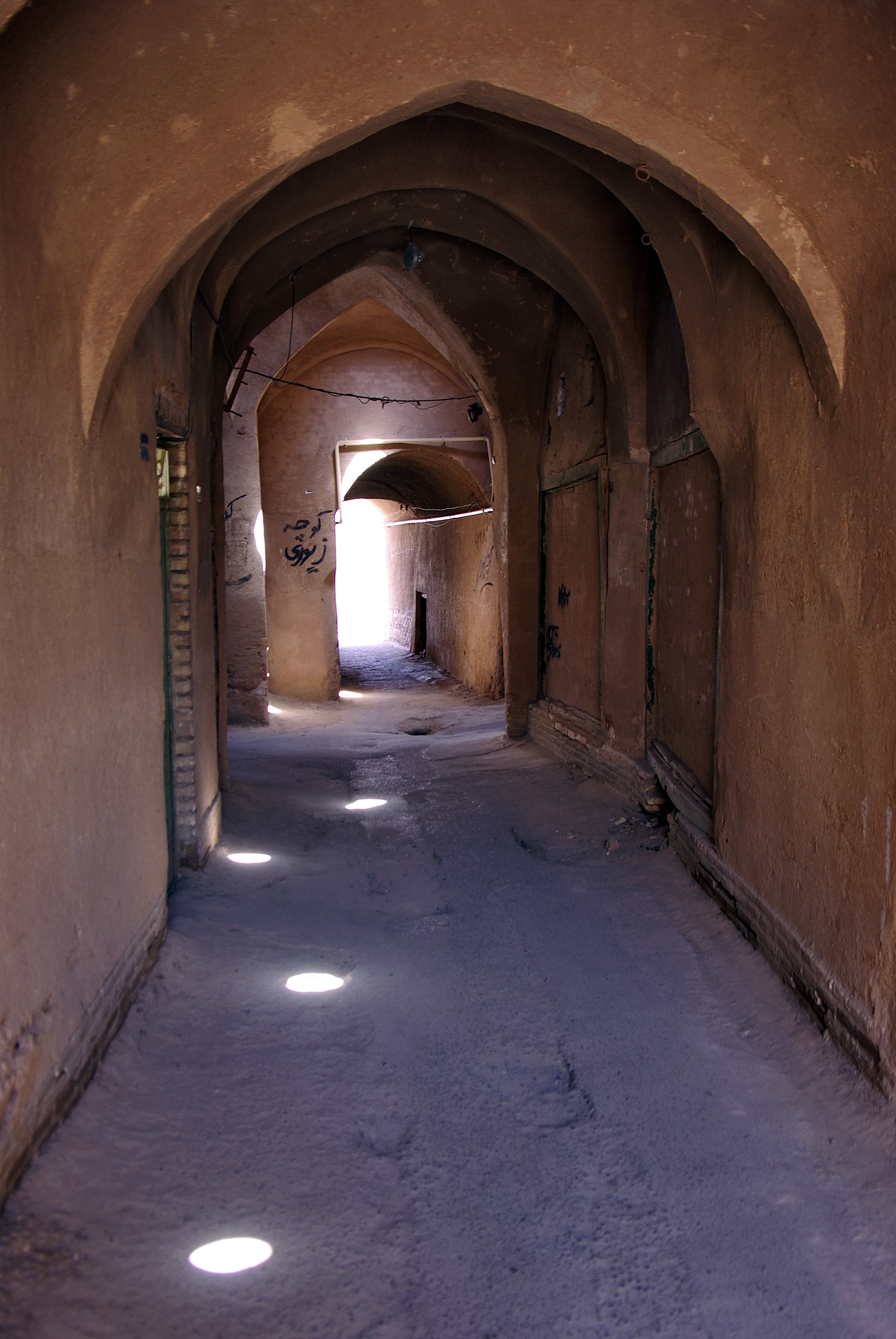
Überdachtes Sträßchen in der Altstadt
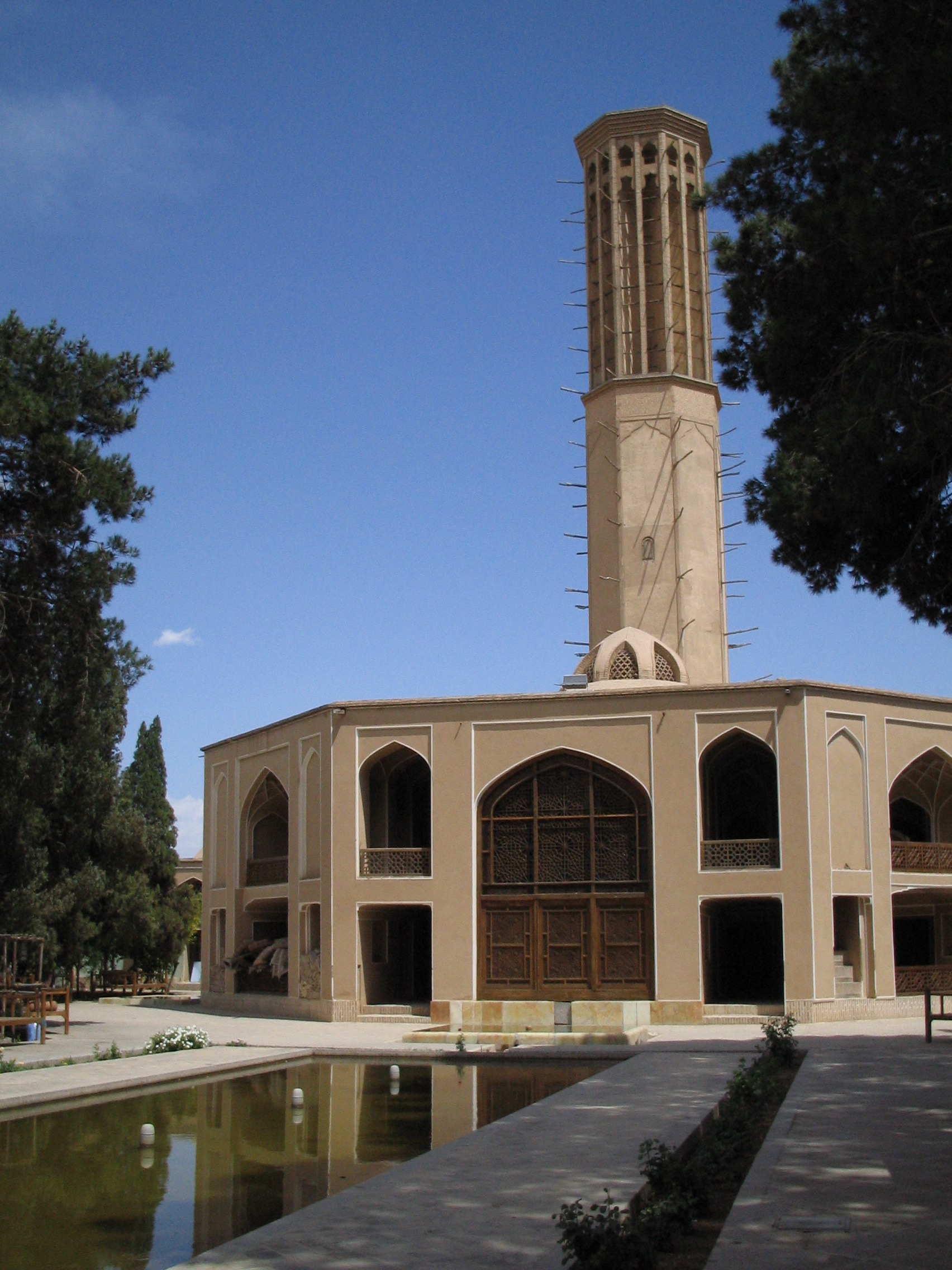
Der Badgir im Dolatabad-Garten
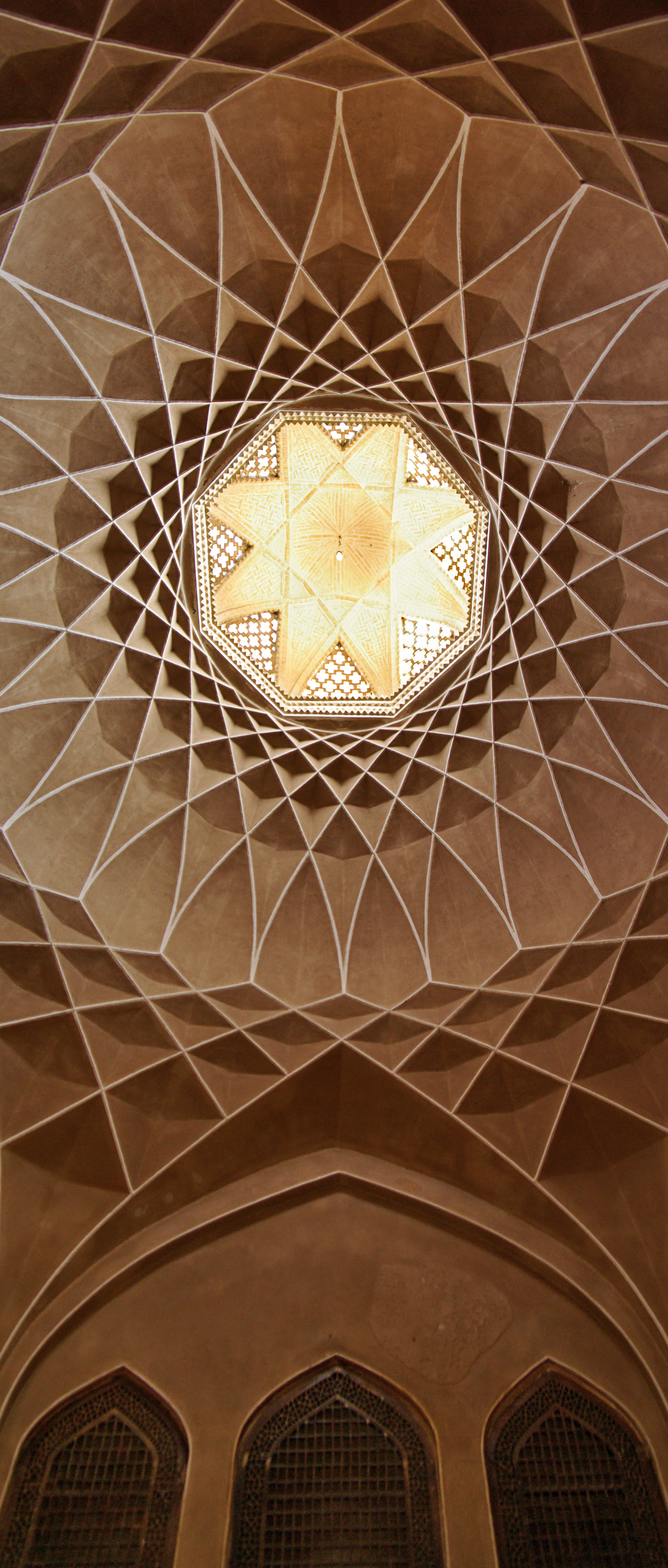
Das Innere des Badgir Dolat Abad
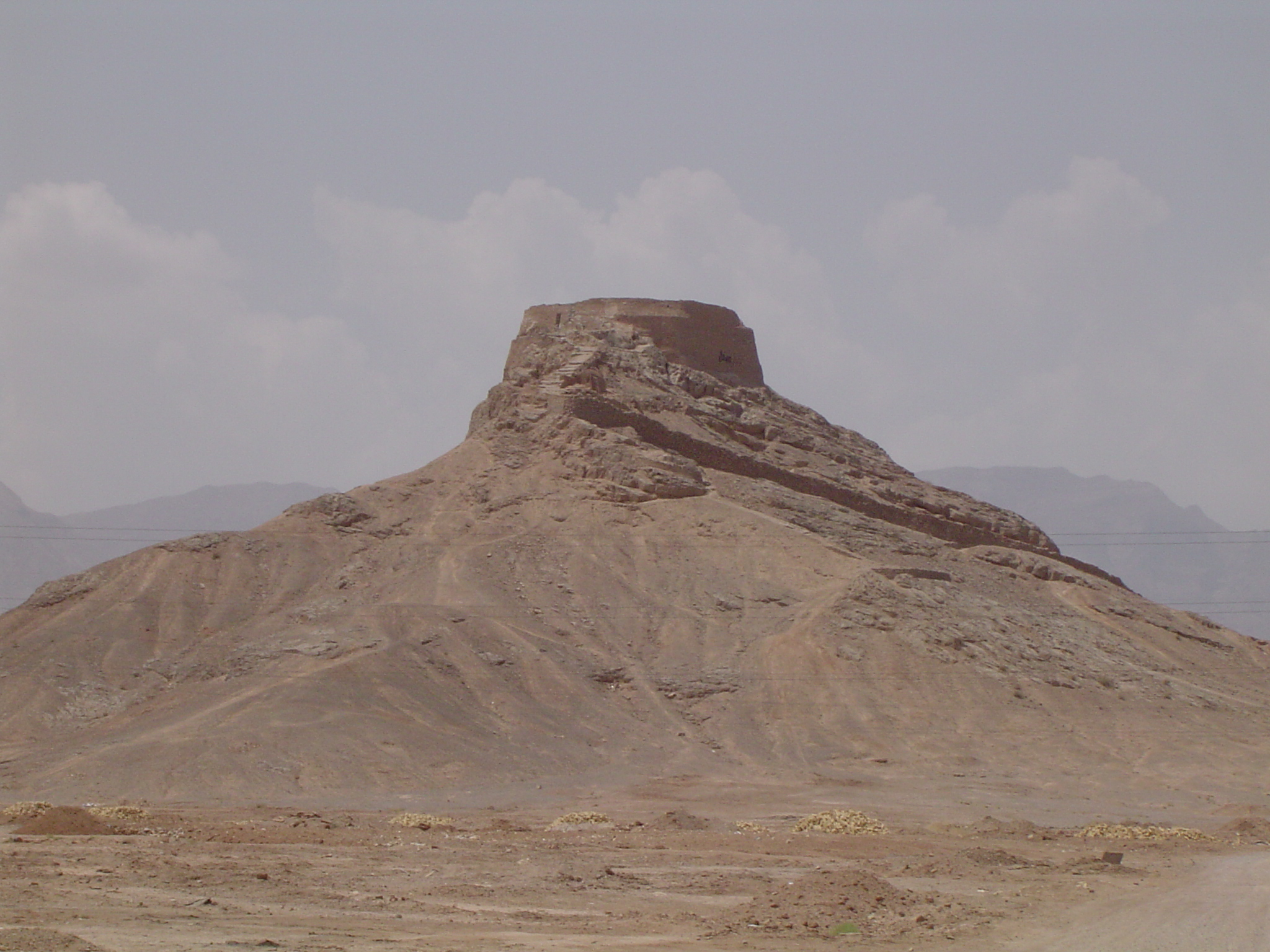
Ein zoroastrischer Turm des Schweigens am Rande von Yazd
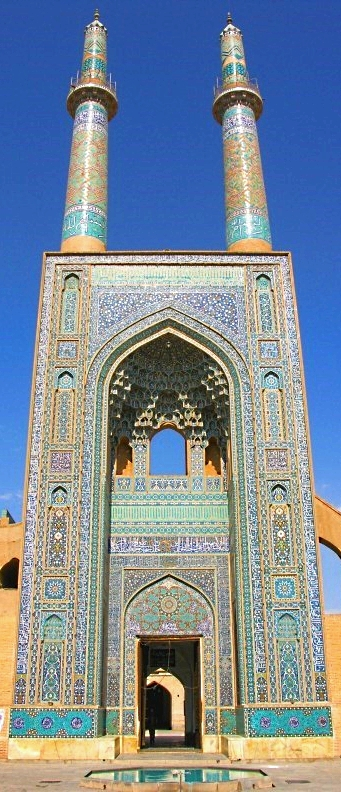
Portal der Freitagsmoschee von Yazd
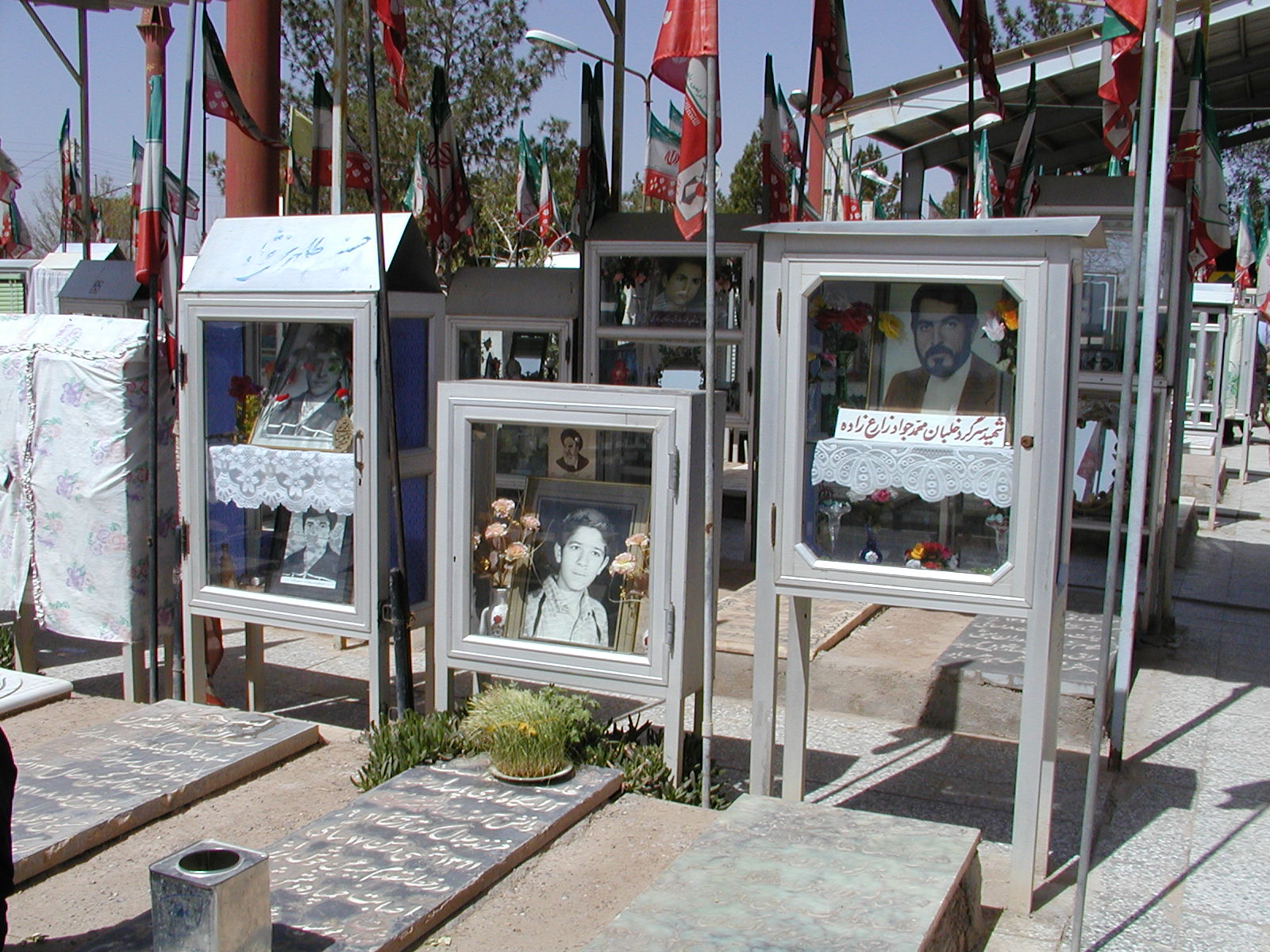
Friedhof iranischer Gefallener des Iran-Irak-Kriegs
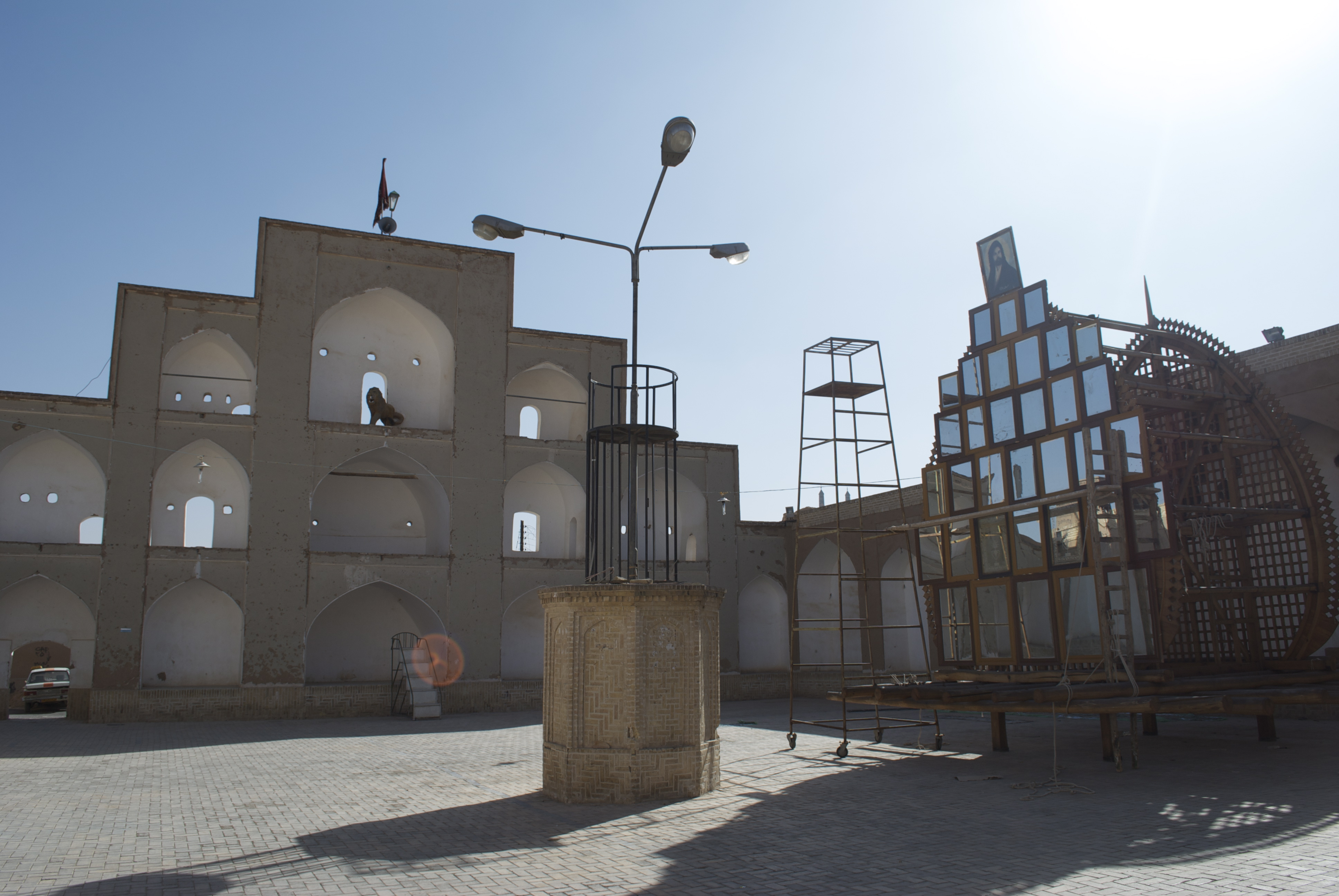
Hoseiniye in der Altstadt